# 세부
세부(, 세부아노어: Dakbayan sa Sugbo, 영어: Cebu City)는 필리핀 중부 세부주에 있는 도시이다. 세부주의 주도이며, 비사야 제도의 중심지이다. 수도 마닐라보다 오래된 필리핀 최초의 식민지 도시로, 인구는 2010년을 기준으로 866,171명이며, 주변 지역을 포함하여 대도시권인 메트로 세부를 형성하며, 인구는 250만에 달한다.
국제선, 국내선 등 수많은 항공 노선의 중요한 허브이며, 필리핀 중부 비사야 제도부터 남부의 민다나오에 이르는 지역의 상업, 무역, 산업의 중심지이다. 최근에는 관광 산업과 가구 생산이 번성하고 있으며, 콜센터 운영, 소프트웨어 제작 등 IT 산업의 하청업체로서 급성장하고 있다.

## 개요
내섬 동해안에 위치한다. 필리핀에서 오래 된 도시의 하나로, 역사가 깊다. 1521년 페르디난드 마젤란이 처음으로 도착하였으며, 이때 이미 원주민들의 도시가 번창하고 있었다. 이후 스페인 세력이 1565년 이 곳에 필리핀 일대 최초의 선교 기지와 정착지를 건설하여 필리핀의 중심지로 발전하였다. 이후 스페인 식민지의 수도는 마닐라로 옮겨졌으나, 세부는 중남부의 중심지로 남아 있었다. 동쪽의 세부 해협과 막탄섬으로 바다에서 보호되고 세부 해협과 서쪽의 산맥 사이에 위치하여 항구로 좋은 조건을 갖추고 있다. 이 곳을 중심으로 섬 각지로 철도와 도로가 연결되며, 막탄섬에 막탄 세부 국제공항이 있다. 필리핀 중남부의 상업·경제·문화·종교의 중심지이다. 현재 필리핀에서 5번째로 인구가 많은 도시이며, 메트로 세부 도시권은 메트로 마닐라 다음으로 인구가 밀집되어 있는 지역이다.

## 역사
세부는 스페인의 식민지 이전부터 항구 도시였다. 중국(명) 외에 동남 아시아의 여러 나라와 거래를 하고 있었으며 이때 이슬람교도 전해졌다.
1521년 4월 7일, 페르디난드 마젤란이 세부에 도착했다. 그는 세부의 영주였던 라자 후마본 (Rajah Humabon)을 회유했다. 라자 후마본과 왕비, 주민들은 그 해 4월 14일 세례를 받고 처음 필리핀 기독교인이 되었다. 마젤란은 지방 영주 간의 싸움에 개입하여 기독교로 개종시켰지만, 이 섬을 스페인 영토로 선언할 수 없었다. 4월 27일 막탄섬에서 마젤란을 따르지 않았던 라푸라푸가 이끄는 군대와의 전투가 일어나 전사했기 때문이다.
1565년 4월 27일, 정복자 미겔 로페스 데 레가스피는 병사들과 성 아우구스치노 수도회 및 프란시스코 회로부터의 수도사와 함께 상륙해, 라자 후마본 왕의 아들, 라자 투 파스왕의 마을을 공격하여 점령하여 필리핀 식민지화의 최초의 발판을 쌓아 올렸다. 마젤란이 산 미구엘로 개명한 세부의 마을은 레가스피에 의해서 비야 델 산티시모 논브레 데 헤스스(Villa del Santisimo Nombre de Jess)라고 다시 개명되어 마닐라가 식민지화 될 때까지의 6년간, 세부 시는 새로운 스페인 식민지의 수도가 되었다. 그들은 이 해안에 멕시코와의 무역이나 현지인과의 전쟁에 대비한 항구 요새인 산 페드로 요새를 건설했고, 이것은 지금도 세부 시의 해안에 남아 있다.

## 지리
세부섬은 중앙비사야 지방에 있는 마닐라에서 587 km 떨어진 곳에 위치하고 있다. 길이는 225km이며, 동쪽으로는 레이테섬과 보홀섬, 서쪽으로는 타뇬 해협을 경계로 네그로스섬과 이웃하고 있다. 세부 지방은 167개의 섬으로 이루어져 있고, 그 중 가장 인기있는 섬은 막탄과 말라파스쿠아, 반타얀, 카모테스이다.

## 기후
쾨펜의 기후 구분에 따르면 열대 몬순 기후(Am)를 나타내고 있고, 연중 23~33°C로 건기와 우기가 명확하게 나뉘어 있지 않다. 1년 중에서 1월이 가장 춥고, 5월이 가장 덥다.
정말 날씨가 덥다. 하지만 새벽에 한시간 정도 내리는 소나기는 건조한 날씨를 식혀주는데 좋다. 6시 무렵이면 해가 지고 깜깜해진다.
| 세부 (막탄 세부 국제공항)의 기후                                             | 세부 (막탄 세부 국제공항)의 기후 | 세부 (막탄 세부 국제공항)의 기후 | 세부 (막탄 세부 국제공항)의 기후 | 세부 (막탄 세부 국제공항)의 기후 | 세부 (막탄 세부 국제공항)의 기후 | 세부 (막탄 세부 국제공항)의 기후 | 세부 (막탄 세부 국제공항)의 기후 | 세부 (막탄 세부 국제공항)의 기후 | 세부 (막탄 세부 국제공항)의 기후 | 세부 (막탄 세부 국제공항)의 기후 | 세부 (막탄 세부 국제공항)의 기후 | 세부 (막탄 세부 국제공항)의 기후 | 세부 (막탄 세부 국제공항)의 기후 |
| 월                                                                           | 1월                              | 2월                              | 3월                              | 4월                              | 5월                              | 6월                              | 7월                              | 8월                              | 9월                              | 10월                             | 11월                             | 12월                             | 연간                             |
| ---------------------------------------------------------------------------- | -------------------------------- | -------------------------------- | -------------------------------- | -------------------------------- | -------------------------------- | -------------------------------- | -------------------------------- | -------------------------------- | -------------------------------- | -------------------------------- | -------------------------------- | -------------------------------- | -------------------------------- |
| 역대 최고 기온 °C (°F)                                                       | 33.5 (92.3)                      | 34.8 (94.6)                      | 33.9 (93.0)                      | 35.6 (96.1)                      | 37.0 (98.6)                      | 37.6 (99.7)                      | 35.3 (95.5)                      | 35.6 (96.1)                      | 35.6 (96.1)                      | 34.4 (93.9)                      | 33.8 (92.8)                      | 34.0 (93.2)                      | 37.6 (99.7)                      |
| 일평균 최고 기온 °C (°F)                                                     | 29.7 (85.5)                      | 30.0 (86.0)                      | 31.0 (87.8)                      | 32.2 (90.0)                      | 32.8 (91.0)                      | 32.2 (90.0)                      | 31.6 (88.9)                      | 31.9 (89.4)                      | 31.9 (89.4)                      | 31.4 (88.5)                      | 31.0 (87.8)                      | 30.3 (86.5)                      | 31.3 (88.3)                      |
| 일일 평균 기온 °C (°F)                                                       | 26.8 (80.2)                      | 27.0 (80.6)                      | 27.8 (82.0)                      | 28.8 (83.8)                      | 29.4 (84.9)                      | 28.9 (84.0)                      | 28.3 (82.9)                      | 28.5 (83.3)                      | 28.4 (83.1)                      | 28.2 (82.8)                      | 28.0 (82.4)                      | 27.4 (81.3)                      | 28.1 (82.6)                      |
| 일평균 최저 기온 °C (°F)                                                     | 24.0 (75.2)                      | 24.0 (75.2)                      | 24.6 (76.3)                      | 25.5 (77.9)                      | 26.0 (78.8)                      | 25.5 (77.9)                      | 25.1 (77.2)                      | 25.2 (77.4)                      | 25.0 (77.0)                      | 24.9 (76.8)                      | 25.0 (77.0)                      | 24.6 (76.3)                      | 24.9 (76.8)                      |
| 역대 최저 기온 °C (°F)                                                       | 19.8 (67.6)                      | 20.0 (68.0)                      | 19.4 (66.9)                      | 22.1 (71.8)                      | 22.0 (71.6)                      | 20.2 (68.4)                      | 20.8 (69.4)                      | 20.8 (69.4)                      | 21.5 (70.7)                      | 21.6 (70.9)                      | 20.4 (68.7)                      | 20.0 (68.0)                      | 19.4 (66.9)                      |
| 평균 강우량 mm (인치)                                                        | 135.1 (5.32)                     | 88.9 (3.50)                      | 60.9 (2.40)                      | 55.6 (2.19)                      | 94.4 (3.72)                      | 180.7 (7.11)                     | 210.6 (8.29)                     | 157.9 (6.22)                     | 190.4 (7.50)                     | 207.6 (8.17)                     | 131.0 (5.16)                     | 171.9 (6.77)                     | 1,685 (66.34)                    |
| 평균 강우일수 (≥ 0.1 mm)                                                     | 12                               | 9                                | 7                                | 5                                | 9                                | 13                               | 15                               | 13                               | 14                               | 15                               | 12                               | 14                               | 138                              |
| 평균 상대 습도 (%)                                                           | 84                               | 82                               | 80                               | 78                               | 79                               | 81                               | 83                               | 82                               | 82                               | 84                               | 83                               | 85                               | 82                               |
| 출처: 필리핀 대기지구물리천문청 (평년값: 1991년~2020년, 극값: 1972년~2020년) |                                  |                                  |                                  |                                  |                                  |                                  |                                  |                                  |                                  |                                  |                                  |                                  |                                  |

## 문화

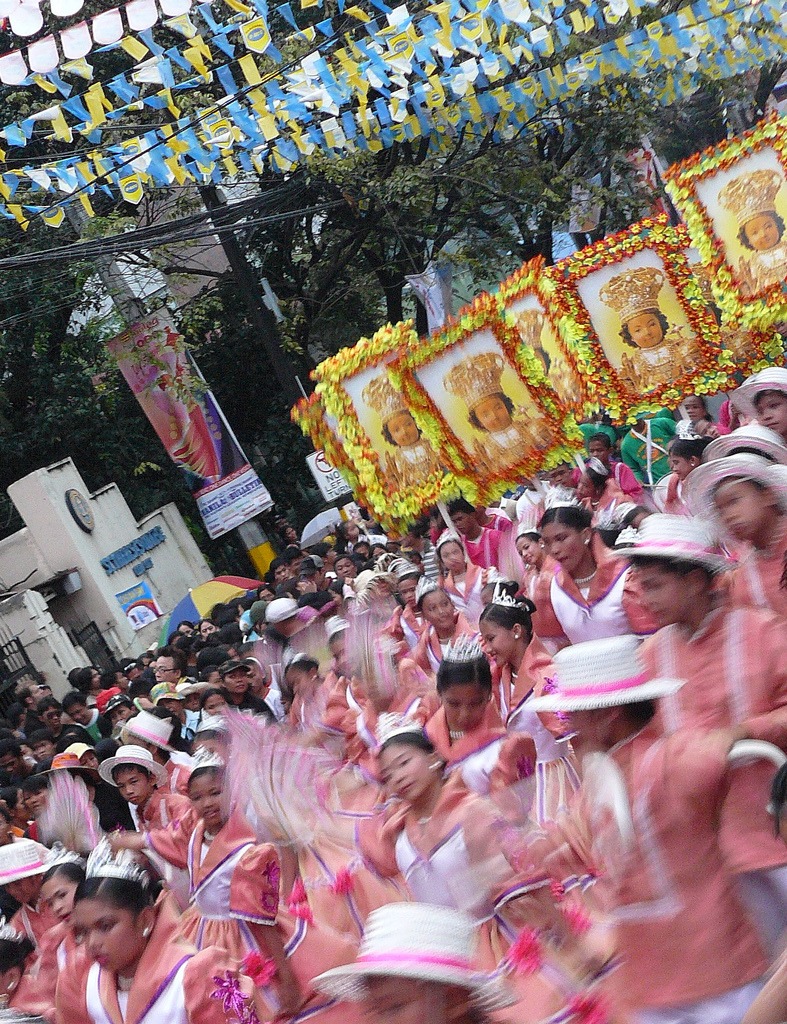
시눌룩 축제

세부 시티는 필리핀의 종교 문화의 중심지 중 하나이다. 마을 최고의 심볼은 "마젤란의 십자가"이다. 손대려고하는 사람이 너무 많아서 지금은 팔각형의 성당을 씌워놓고 있지만, 페르디난드 마젤란이 세계 일주 항해 도중 1521년 필리핀 제도에 도착 한 것이 이곳이며, 당시 이곳의 영주 라자 후마본과 왕비, 400 여명의 주민들이 기독교 세례를 받았다고 한다. 그 때 왕비는 세례 선물로 마젤란으로부터 산토리뇨 상(아기 예수상)을 받았으며, 이것이 지금 세부의 마스코트가 되었다.

### 민족
| 연도 | 인구    | ±% p.a. |
| ---- | ------- | ------- |
| 1903 | 45,994  | —       |
| 1918 | 65,502  | +2.39%  |
| 1939 | 146,817 | +3.92%  |
| 1948 | 167,503 | +1.48%  |
| 1960 | 251,146 | +3.43%  |

| 연도 | 인구    | ±% p.a. |
| ---- | ------- | ------- |
| 1970 | 347,116 | +3.29%  |
| 1975 | 413,025 | +3.55%  |
| 1980 | 490,281 | +3.49%  |
| 1990 | 610,417 | +2.22%  |
| 1995 | 662,299 | +1.54%  |

| 연도 | 인구    | ±% p.a. |
| ---- | ------- | ------- |
| 2000 | 718,821 | +1.77%  |
| 2007 | 799,762 | +1.48%  |
| 2010 | 866,171 | +2.95%  |
| 2015 | 922,611 | +1.21%  |
| 2020 | 964,169 | +0.87%  |

세부 사람들은 세부아노라고 불리며, 오스트로네시아인, 중국인, 일본인, 스페인 계열의 자손이다. 그 중 중국계 필리핀은 스페인의 식민지 시대에 푸젠성에서 와서 원주민과 혼혈하여 상업에 종사했다. 19세기 이후에도 지속적으로 중국에서 새로 이민자가 세부에 유입되고 있다. 세부 중국인은 몇 세기 동안 정치 경제적으로 큰 역할을 하고 있으며, 메트로 세부의 고급 주택지를 차지하고 있다. 세부 사람의 대부분은 크고, 작은 중국계의 피가 들어가 있다. 최근에는 한국인이 7만 명 정도가 살고 있으며(세부의 한국 총영사관에 의한), 소수 민족 가운데 중국을 제외한 최대의 집단이 되었다.

### 언어
세부아노어(비사야어)가 메트로 세부의 가장 일반적인 언어이고, 교육 및 비즈니스 센터에서는 영어가 사용되고있다. 또한 학교 등의 공공 교육기관에서는 국어로 타갈로그어를 배우기도 한다. 기타 비사야 제도의 언어 (와라이어, 일롱고어 등)를 이해하는 사람도 있다. 중국인 사이에서는 샤먼 주변의 민난어를 바탕으로 필리핀 말과 섞인 특유의 방언을 말하는 사람도 있다.

### 종교
종교는 기독교, 특히 로마 가톨릭교회와 개신교가 주류이다. 민다나오에서 온 마라나오 사람들 중에는 이슬람교를 믿는 사람도 있다. 중국인은 불교 및 도교를, 인도인은 힌두교를 믿는 사람도 있고, 세부 거리의 주택가 거리에는 큰 도교 사원이 건립되어 있다.

### 시눌룩 축제
대표적인 축제로는 시눌룩 축제(Sinulog Festival)가 있다. 시눌룩은 산토니뇨에 있는 기적의 상을 기념하기 위한 춤이다. 이 춤은 북소리에 맞춰 움직이는 춤이며, 이것은 현재 세부의 파히나 강으로 알려진 시눌로그의 춤과 많이 닮아있다. 역사학자들은 1521년 4월 7일 페르난디 마젤란이 이곳에 오기 이전에도 이러한 형태의 춤은 존재했으며, 목상과 아니토라는 영적 존재(신령)를 기념하는 춤이었다고 한다. 마젤란이 이곳에 기독교를 전파하고, 산토니뇨(아기 예수상)를 라자 후마본 왕의 아내인 하라 아미한(Hara Amihan, 후에 후아나)에게 선물로 주었다. 그때 왕과 800명의 신하들이 세례를 받게 되었다. 그 직후 마젤란은 막탄의 통치자인 라자 라푸라푸와 소수의 인원으로 싸우다가 전사를 하게 된다. 이때가 1521년 4월 27일이었다.
그 후 살아남은 그의 부하들이 스페인으로 돌아가 이 사고를 알렸지만, 44년 후에 다시 원정이 재개된다. 미겔 로페스 데 레가스피(Miguel Lopez de Legasp)가 세부에 도착한 것은 1565년 4월 28일이었다. 마을을 포격했는데, 원정 군인 중의 한 명인 후안 카무스(Juan Camus)가 불타는 오두막 한 곳에서 나무상자 안에 든 산토니뇨 상을 발견하게 된다. 원주민들은 불탄 오두막 속에서도 남아있던 이것을 기념하기 위해 춤을 추었고, 그것이 시눌룩 축제의 기원이 되었다.

## 관광
관광업은 세부에서 가장 번창하는 산업 중 하나이다. 세부는 1998년 아세안 관광 포럼을 개최했다. 또한, 2002년 8월에는 동아시아 관광 포럼(East Asian Tourism Forum)을 개최했다.

### 산토니뇨 성당

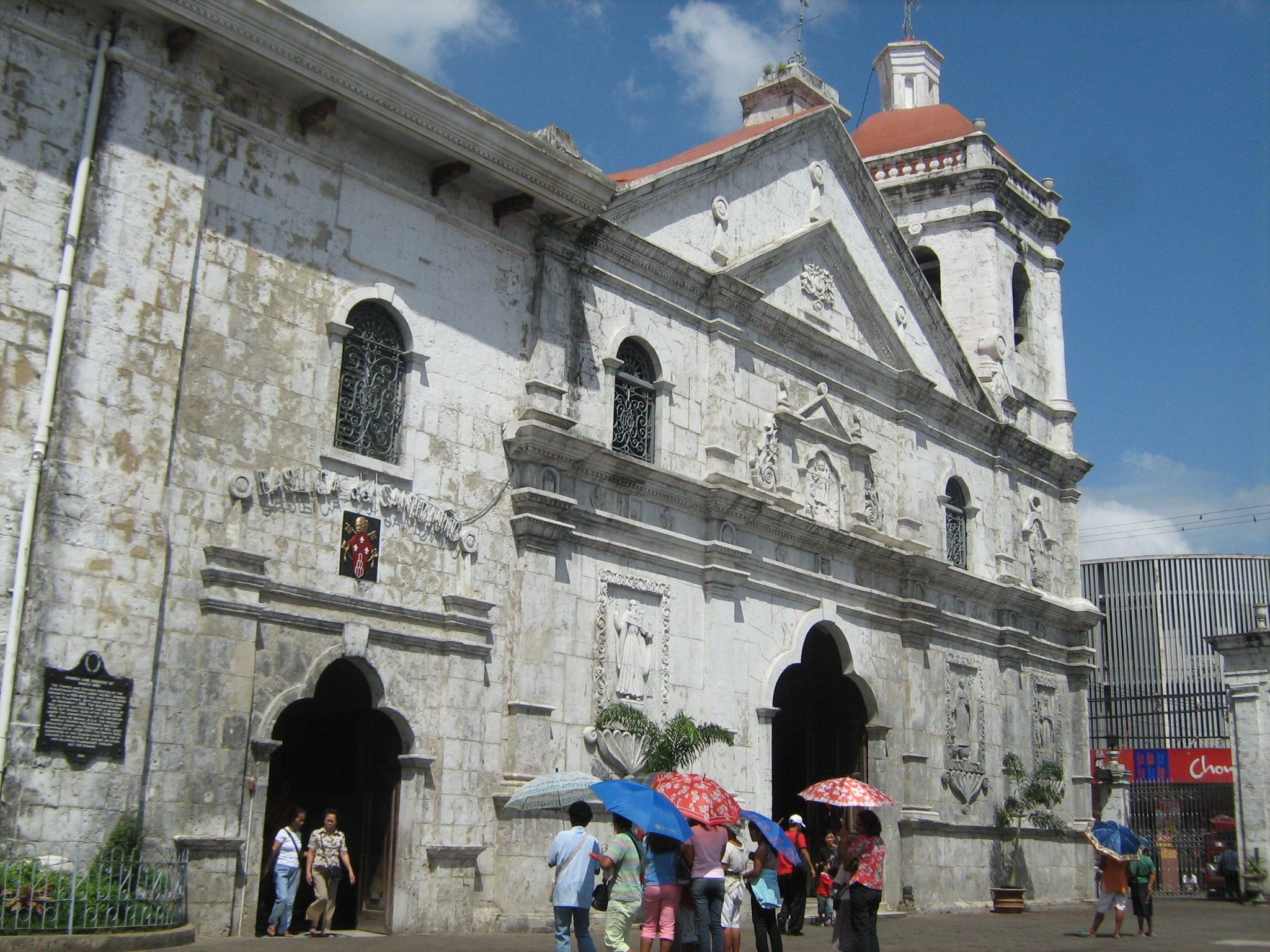
산토니뇨 교회

산토니뇨 성당(Basilica Minore Del Santo Nino)는 1565년 프레이 안드레스 데 우르다네타 신부에 의해 지어졌으며, 세부의 수호신인 검은 산토 니뇨(아기예수)의 이미지가 발견된 위치에 건축되었다. 마젤란은 필리핀에서 가장 오래된 종교 유물인 산토 니뇨상(아기예수상)을 라자 후마본 왕의 부인인 주아나 여왕에게 세레 선물로 주었다. 산토니뇨 상은 스페인 정복자들이 필리핀을 떠난 1565년 반란군을 제압하기 위해 미구엘 로페즈 데 레가스피의 병사들이 일으킨 화재가 일어난 장소에서 나무 상자에 봉해져 보관된 채로 발견되었다. 1965년 교황 바오로 6세는 400년 역사를 가진 필리핀을 기독교국으로 인정하여 준대성전으로 승격시켰으며, 현재 이 교회는 오스메냐로에 위치해 있다.

### 마젤란 십자가
1521년 4월 21일 포르투갈 개척자 페르디난드 마젤란이 꽂은 마젤란 십자가는 세부의 추장 라자 후마본과 그 일족들이 필리핀 최초로 페드로 발데라마 신부에게 세례를 받은 위치를 나타낸다. 1525년부터 1740년까지 아우구스티노회 선교사들은 이 지역에 성당을 짓기 시작했으나 원래의 십자가를 보호하기 위해 틴달로 나무로 함을 만들어 보관하였다. 마젤란의 십자가는 세부 시 마갈린즈 가에 위치한 산토 니뇨 대성당 근처의 정자에서 볼 수 있다.

### 산페드로 요새

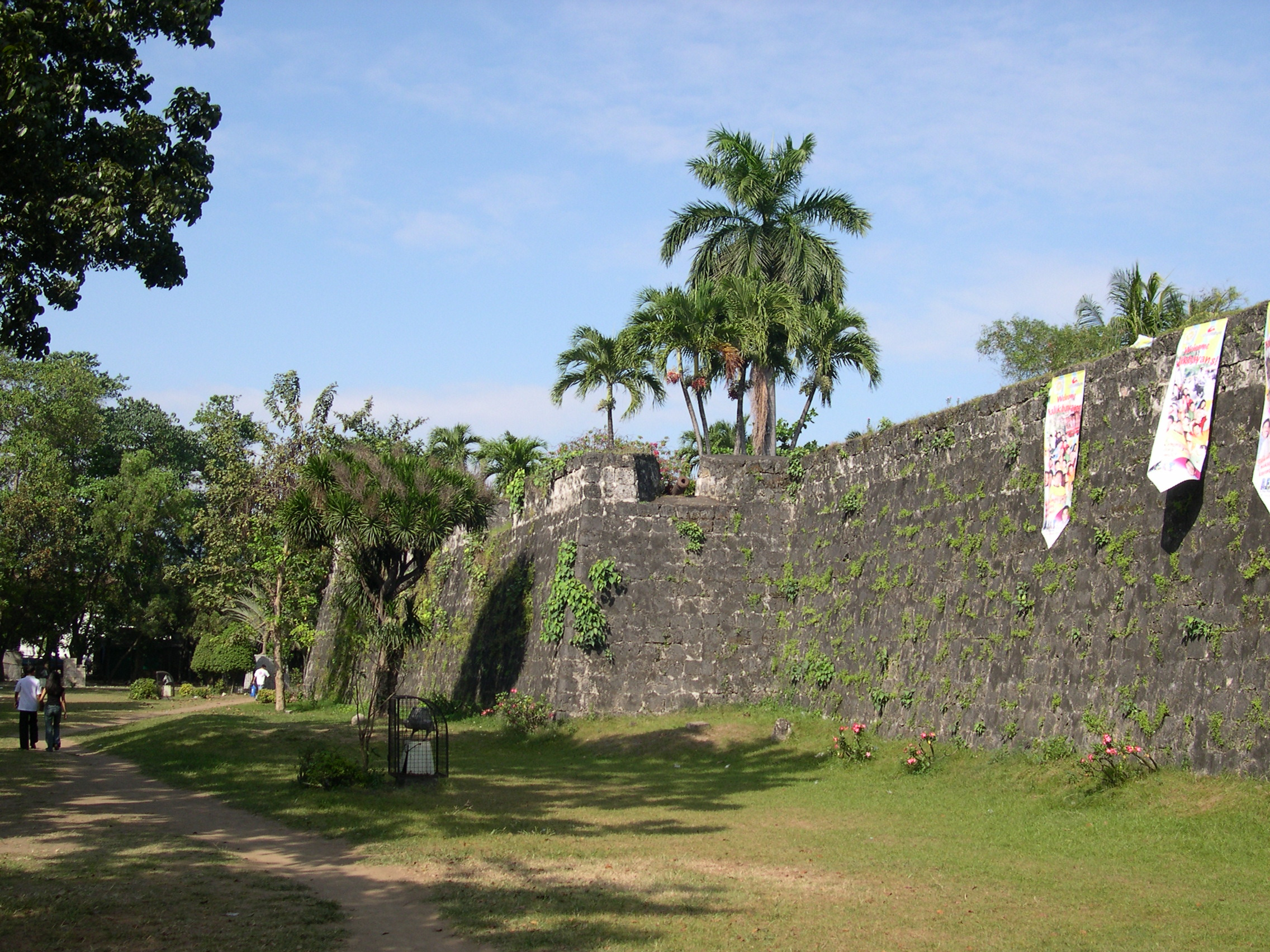
산 페드로 요새

산페드로 요새(Fort San pedro)는 1565년 지어진 필리핀에서 가장 오래된 요새이다. 해적과 침략자들을 격퇴하기 위해 처음에는 고무나무와 흙구조물로 지었다가 몇 년 후 높이 20m, 출입문 30m, 그리고 두께 8인치로 확장했으며, 전체 2025m2의 면적으로 석조 성벽으로 재건축되었다. 미국의 필리핀 점령 때는 미군의 병영으로 사용되었고, 1950년 때는 세부가든클럽으로 사용되었으며, 현재는 세부 시 동물원 내에 위치하고 있다.

## 교통

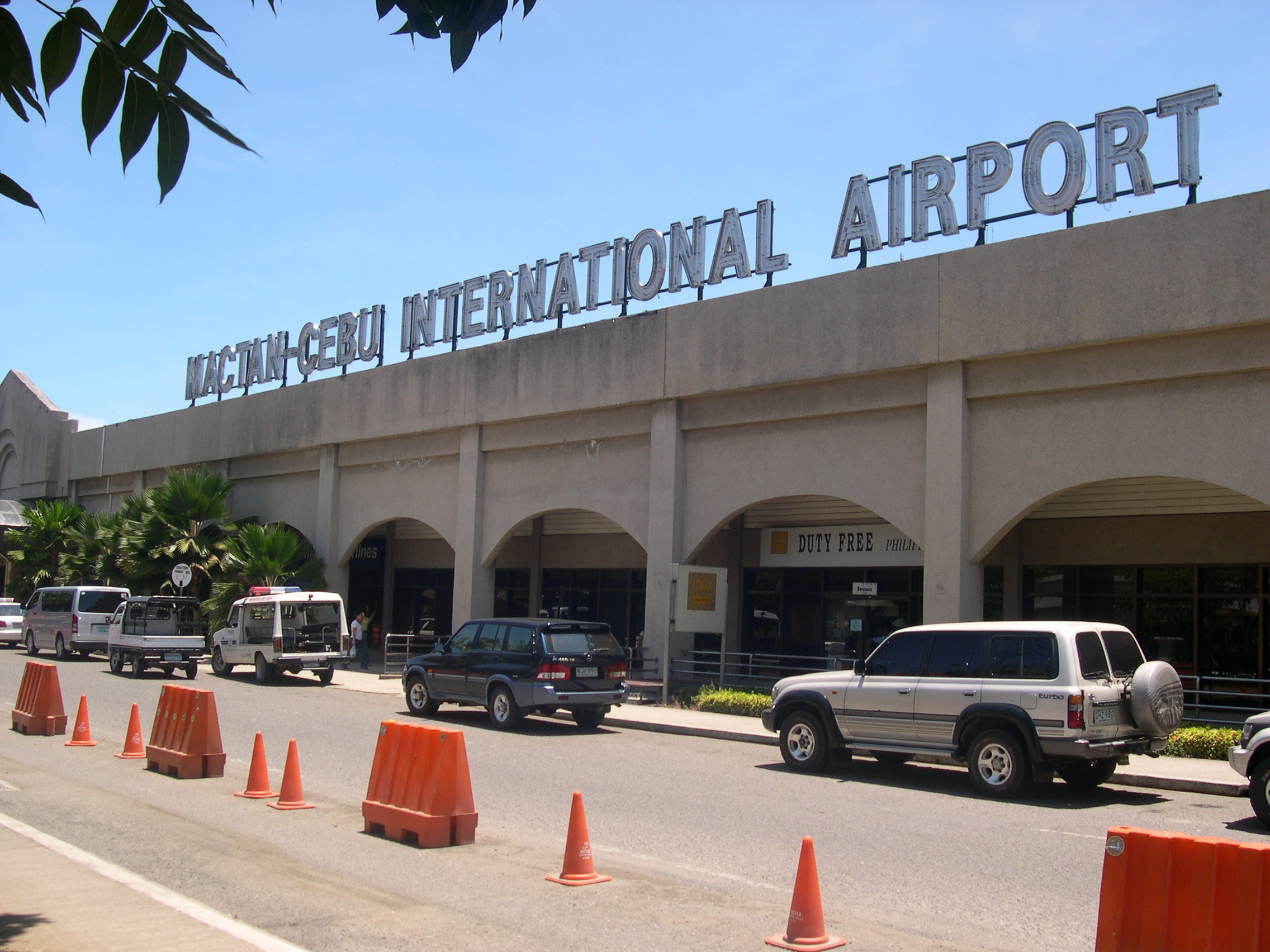
막탄 세부 국제공항

세부 메트로폴리탄은 도시화에 필요한 모든 사회간접자본을 가지고 있다. 세부는 항공편으로 쉽게 접근이 가능하며, 이곳에는 막탄 세부 국제공항이 라푸라푸 시에 위치하고 있다. 이곳에서 홍콩, 싱가포르, 일본, 중국, 팔라우, 말레이시아, 타이완, 카타르, 대한민국 그리고 필리핀 국내의 도시로 이동할 수 있다. 대한민국의 국제선으로는 아시아나항공, 대한항공, 제주항공, 에어부산, 진에어, 티웨이항공 등이 운항을 한다. 최근에 새로 지어져서 쾌적한 실내환경을 자랑한다.

## 교육

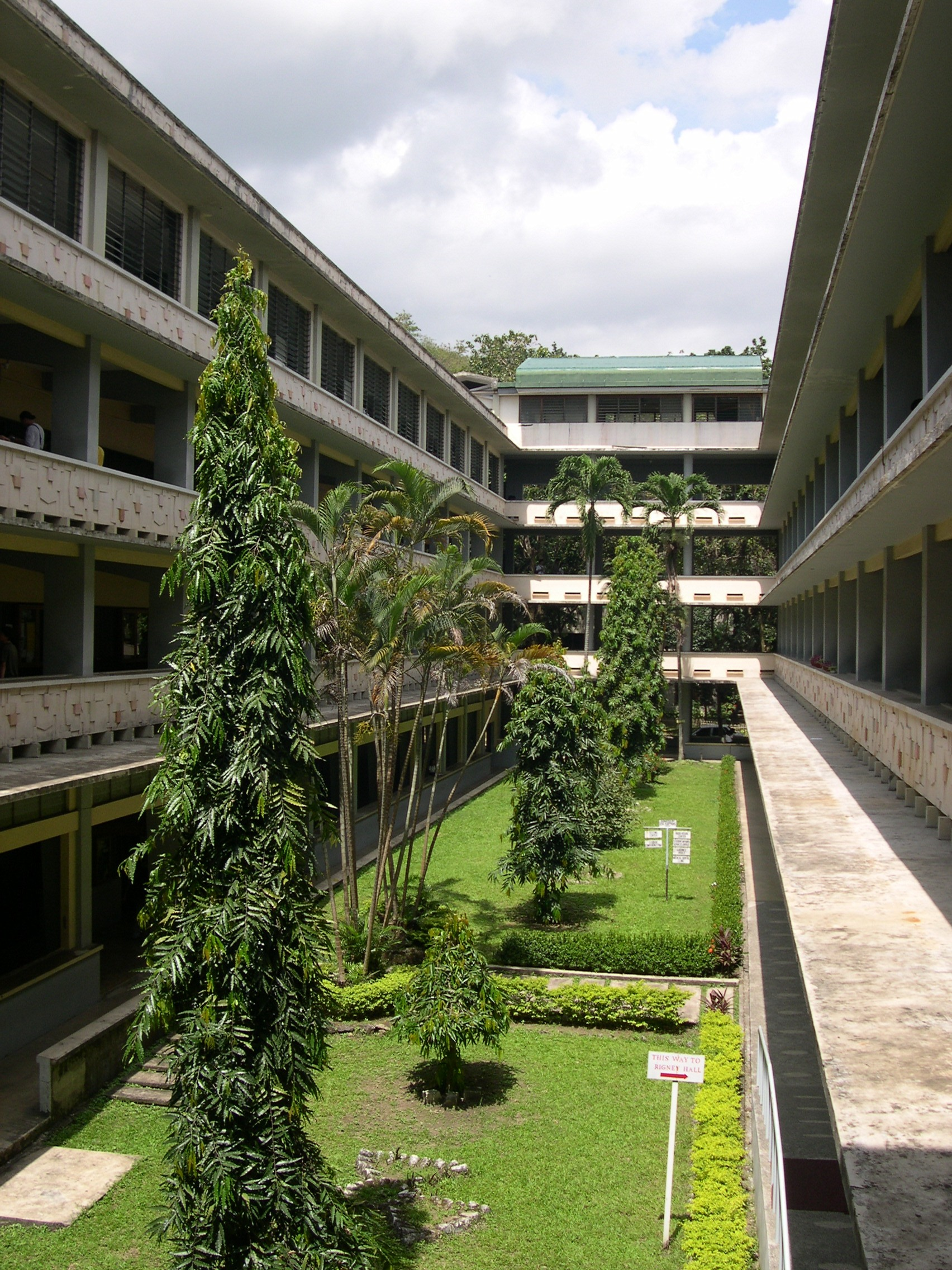
산 카를로스 대학

세부는 필리핀의 여러 고등 교육 기관이 모여있다. 산 카를로스 대학, 필리핀 대학 세부 대학, 산호세 - 레코레토스 세부 대학, 마닐라를 제외하고는 최초의 의학부를 설치한 사우스웨스탄 대학, 세부 사범 대학 등이다.
뷔사야스 대학, 세부 의과 대학 (붸레스 대학 ), 세부 공과 대학, 아시아 기술 대학등의 중소형 대학들도 존재한다. 필리핀 중부 (비사야)와 남부 (민다나오)의 많은 학생이 세부로 진학한다.

## 자매 도시
- 대한민국 부산광역시
- 대한민국 여수시
- 중화민국 가오슝시
- 중국 샤먼시
- 미국 시애틀
- 네덜란드 할름 머 메어
- 스페인 바르셀로나
- 러시아 상트페테르부르크
- 인도네시아 반둥

## 같이 보기
- 메트로 세부

## 어원
세부아노어에서 sugbú라는 단어는 "물에 뛰어들다"라는 뜻이며, 이 말은 갈로그어, 힐리가이논어, 아클란어, 만사카어등 다른 언어에서도 대체로 비슷한 의미로 쓰인다. 그 이름은 아마 "물속으로 들어가다"라는 뜻의 원시 필리핀어 * sug(e)bu 에서 유래한 것으로 추정된다. 필리핀의 많은 도시들처럼, 세부라는 이름도 필리핀에서는 흔히 볼 수 있는 작명 방식이다. 식물의 이름에서 유래한 마닐라와 탈리사이, 물가 근처에 위치한 일로일로, 민다나오 섬을 예로 들 수 있다. 섬 이름의 초기 형태로 Çubu, Zubu 등이 있었고, 결국에는 "Cebu"로 굳어지게 되었다. 따라서 오늘날의 이름인 "Cebu"는 16~17세기 경 스페인식으로 현지 이름을 발음한 형태이거나, 당시 기록자들이 들은대로 기록한 것일 가능성이 있다. 17세기 초 명나라 왕조 시기, 셀던 지도(Selden Map)에는 이 섬을 속부 (束務)로 기록하고 있다. 속부는 호키엔어 발음이며, 중국어로는 "수우(suwu) "라고 발음한다.
1. 1 2  “ACD – Austronesian Comparative Dictionary – Cognate Sets – S”. 2023년 12월 15일에 원본 문서에서 보존된 문서. 2024년 3월 14일에 확인함.
2. ↑  Wolff, John U. (2012년 6월 24일). 《A Dictionary of Cebuano Visayan》 (영어). 2024년 3월 15일에 원본 문서에서 보존된 문서. 2024년 3월 15일에 확인함.
3. ↑  Motus, Cecile (1971). 《Hiligaynon Dictionary》. Honolulu, Hawaii, USA: University of Hawaii Press. 236쪽. 2024년 3월 15일에 원본 문서에서 보존된 문서. 2024년 3월 15일에 확인함.
4. 1 2  Benitez, Jiolito Luzano (2017년 9월 14일). “Historicity of City and Town Names in the Province of Cebu”. 《Cebu Normal University-Journal of Higher Education》 11: 4. 2024년 4월 18일에 원본 문서에서 보존된 문서. 2024년 4월 13일에 확인함.
5. ↑  Stanley, Henry Edward John (1874). 《First Voyage Around The World By Magellan: Translated from the Accounts of Antonio Pigafetta》 (영어). The Hakluyt Society. 84–105쪽.
6. ↑  Ang See, Carmela (January 2021). “Song, Ming, and other sources on Philippines–China relations” (PDF). 《Philippine Association for Chinese Studies》 14: 72–74. 2023년 3월 8일에 원본 문서 (PDF)에서 보존된 문서. 2021년 8월 14일에 확인함. Chinese maps reveal that Oktong is situated in the Visayas region, somewhere in the vicinity of Cebu and Panay. [...] Cebu is Suwu in Mandarin and Sokbu in Hokkien [...].